# Stephan Waser
Stephan Waser (ur. 10 marca 1920, zm. 19 czerwca 1992) – szwajcarski bobsleista. Dwukrotny medalista olimpijski z Oslo.
Zawody w 1952 były jego jedynymi igrzyskami olimpijskimi. W obu rozgrywanych konkurencjach sięgał po brązowe medale. Partnerował mu pilot boba Fritz Feierabend, w czwórce załogę tworzyli również Albert Madörin i André Filippini. Był medalistą mistrzostw świata, m.in. triumfował w dwójce w 1947 i 1950.